# Scinax perereca
Scinax perereca là một loài ếch trong họ Nhái bén.
Nó được tìm thấy ở Argentina, Brasil, và Paraguay.
Các môi trường sống tự nhiên của chúng là các khu rừng ẩm ướt đất thấp nhiệt đới hoặc cận nhiệt đới, đầm nước ngọt, đầm nước ngọt có nước theo mùa, các khu rừng trước đây bị suy thoái nặng nề, ao, và kênh đào và mương rãnh. Loài này đang bị đe dọa do mất môi trường sống.